# Shane Ryan
Shane Ryan, född 27 januari 1994, är en irländsk simmare.
Ryan tävlade i tre grenar (50 meter frisim, 100 meter frisim och 100 meter ryggsim) för Irland vid olympiska sommarspelen 2016 i Rio de Janeiro. Vid olympiska sommarspelen 2020 i Tokyo blev Ryan utslagen i försöksheatet på 100 meter fjärilsim och slutade på totalt 37:e plats. Han var även en del av Irlands lag som blev utslagna i försöksheatet på 4×200 meter frisim och slutade på totalt 14:e plats.